# Pseudotetralobus australasiae
Pseudotetralobus australasiae is een keversoort uit de familie kniptorren (Elateridae). De wetenschappelijke naam van de soort is voor het eerst geldig gepubliceerd in 1836 door Gory.